# Lieven de Key

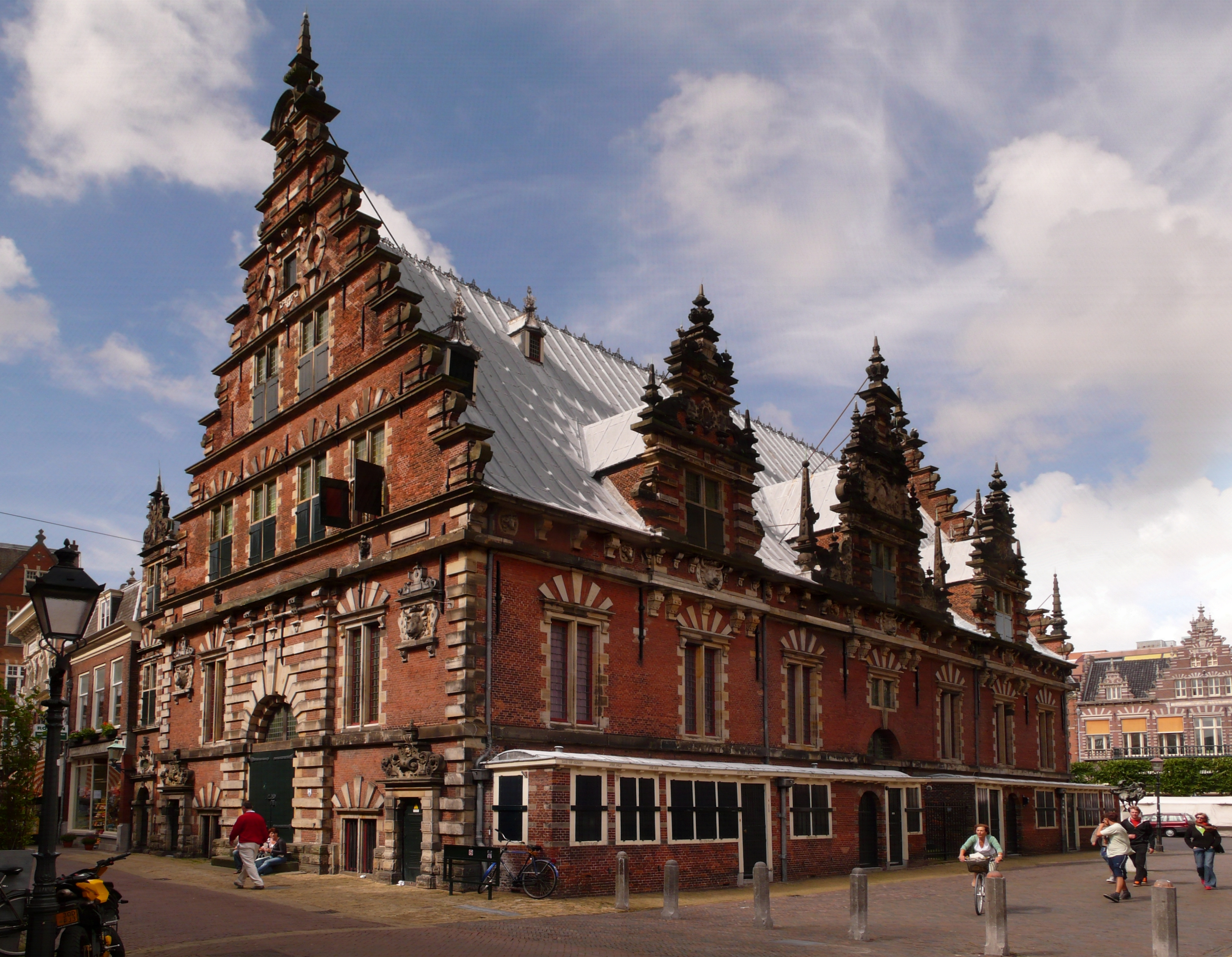
El Vleeshal de Haarlem (1602-1604), una de sus primeras obras.

Lieven de Key (Gante, 1560-Haarlem, 17 de julio de 1627), fue un afamado arquitecto renacentista neerlandés. Desarrolló la mayor parte de su obra en Haarlem, ciudad de la que fue nombrado arquitecto oficial en 1592. Previamente, entre 1580 y 1591, De Key había trabajado en Londres. Se presentó en Haarlem tras el incendio que devastó un tercio de la ciudad en 1576.
Su estilo renacentista guarda gran paralelismo con el de Hendrik de Keyser en Ámsterdam. Los Países Bajos consideran hoy en día todas sus obras, arquitectónicas o escultóricas, así como las de sus seguidores, monumento nacional (Rijksmonument).

## Obras representativas
- Fachada del ayuntamiento de Leiden
- Vleeshal de Haarlem
- Gimnasio en Leiden
- Torre de la iglesia de Santa Ana en Haarlem
- Waag en Haarlem
- Ala norte del ayuntamiento de Haarlem
- Fachada de la entrada principal al museo Frans Hals.